# Ben-Gurion nemzetközi repülőtér

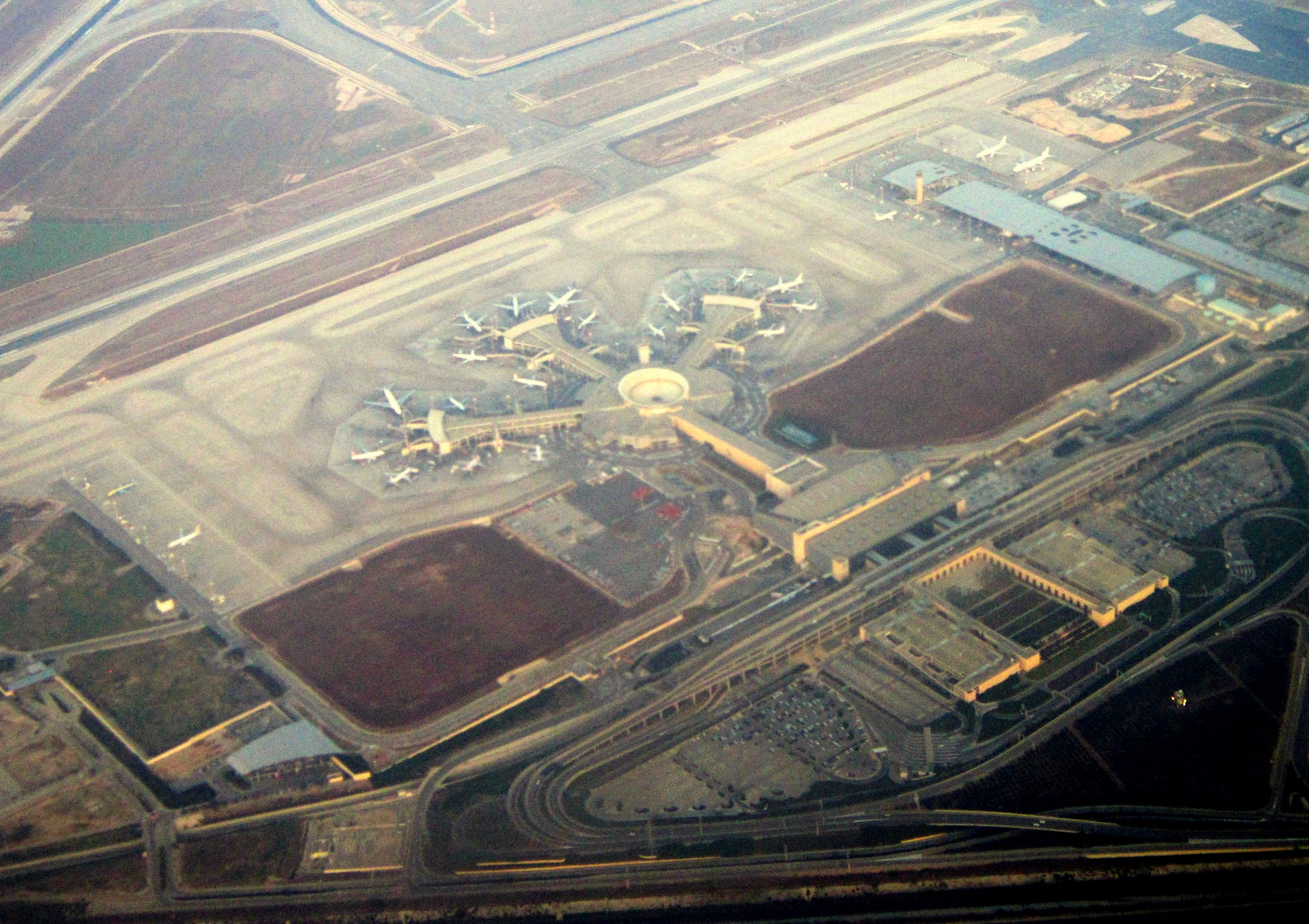
A repülőtér felülnézetből

A Ben-Gurion nemzetközi repülőtér (héberül: "נמל התעופה בן-גוריון" vagy rövidítve csak "נתב''ג", (IATA: TLV, ICAO: LLBG)) Izrael legfőbb, legnagyobb és legforgalmasabb repülőtere, mely 2018-ban megközelítőleg 22 millió utast szolgált ki.
A repülőtér az El Al, az Arkia és az Israir izraeli légitársaságok bázisa is egyben. A Ben-Gurion repülőtér Lod városának külterületén található Izrael közepén, Tel-Aviv központjától 19 km-re délkeletre.
A Ben-Gurion repülőteret egy állami vállalat, az Izraeli Légügyi Hivatal üzemelteti, mely az összes nyilvános repülőteret és az izraeli határátkelőket kezeli. Éves utasforgalma 20 008 532 fő (2022).

## Biztonság
A Ben Gurion repülőtér a Közel-kelet ötödik legjobb repülőtereként van számon tartva az utazók élményei, illetve biztonságának magas szintje által, az egyik legbiztonságosabb repülőtérnek számít a világon.
Az izraeli biztonsági erők - a Rendőrség, a Tzahal és a Határrendőrség, kiegészítve a repülőtér saját biztonsági embereivel - egyenruhában és civilben szolgálnak, hogy fokozott éberségükkel felismerjék az esetleges veszélyeket.
A repülőtér állandó terrorista célpont volt, azonban nem sikerült még olyan gépet fogságba ejteni, mely a Ben Gurionról szállt fel.

## Forgalom
Az utasforgalom az elmúlt években az alábbi módon változott:
| Utasok száma | 8 916 436 | 7 308 977 | 8 051 895 | 10 102 793 | 10 500 504 | 12 400 229 | 14 266 625 | 20 187 327 | 24 036 091 | 20 008 532 |
|              | 1999      | 2002      | 2004      | 2007       | 2009       | 2012       | 2014       | 2017       | 2019       | 2022       |

## Légitársaságok és úticélok
2024-ben a Ben-Gurion nemzetközi repülőtérről az alábbi járatok indulnak (Utoljára frissítve: 2024-11-3):

### Személy
| Légitársaság                  | Célállomások |
| ----------------------------- | --- |
| Aegean Airlines               | Athén (felfüggesztve 2024. november 17-ig), Lárnaka (felfüggesztve 2024. november 17-ig), Thessaloniki (felfüggesztve 2024. november 17-ig) |
| airBaltic                     | Riga (felfüggesztve 2024. november 30-ig), Vilnius (kezdődik 2025. március 31.) |
| airHaifa                      | Lárnaka |
| Air Canada                    | Toronto–Pearson (felfüggesztve) Szezonális: Montréal–Trudeau (felfüggesztve) |
| Air Europa                    | Madrid |
| Air France                    | Párizs-Charles de Gaulle repülőtér (felfüggesztve 2024. november 5-ig) |
| Air India                     | Delhi (felfüggesztve) |
| Air Seychelles                | Mahé (felfüggesztve 2025. január 7-ig) |
| American Airlines             | New York–JFK (felfüggesztve 2025. március 29-ig) |
| arkia                         | Amszterdam, Athén, Barcelona, Belgrád, Bukarest–Otopeni, Budapest (kezdődik 2024. november 3.), Dubai–International, Eilat, Lárnaka, Manchester, Milánó–Malpensa (kezdődik 2024. november 2.), Páfosz, Prága, Róma–Fiumicino, Tbiliszi Szezonális: Batumi, Korfu, Heraklion, Mikonosz, Rodosz |
| ASL Airlines France           | Szezonális: Párizs-Charles de Gaulle repülőtér |
| Austrian Airlines             | Bécs (felfüggesztve 2025. november 25-ig) |
| Azerbaijan Airlines           | Baku (felfüggesztve 2025. november 18-ig) |
| azimuth                       | Szocsi |
| Bees Airlines                 | Bukarest–Otopeni, Suceava |
| Bluebird Airways              | Athén, Barcelona, Budapest, Lárnaka, Prága, Szófia, Bécs |
| British Airways               | London–Heathrow (felfüggesztve 2025. március 30-ig) |
| Brüsszel Airlines             | Brüsszel (felfüggesztve 2025. november 25-ig) |
| Bul Air                       | Szezonális charter: Burgasz |
| Bulgaria Air                  | Szófia (felfüggesztve 2025. december 23-ig) |
| Cathay Pacific                | Hongkong (újrakezdődik 2025. március 27.) |
| Centrum Air                   | Taskent (kezdődik 2024. november 21.) |
| Corendon Airlines Europe      | Szezonális: Athén, Berlin, Heraklion, Karlovy Vary, Kaunas, Lárnaka, Rodosz (all flights felfüggesztve) |
| Croatia Airlines              | Szezonális: Zágráb (felfüggesztve) |
| Cyprus Airways                | Lárnaka |
| Delta Air Lines               | New York–JFK (felfüggesztve 2025. március 31-ig) |
| easyJet                       | Amszterdam (újrakezdődik 2025 április 1-től), Basel/Mulhouse (újrakezdődik 2025 március 30-tól), Berlin (újrakezdődik 2025 március 30-tól), Genf (újrakezdődik 2025 március 30-tól), London–Luton (újrakezdődik 2025 március 30-tól), Milánó–Malpensa (újrakezdődik 2025 április 1-től), Párizs-Charles de Gaulle repülőtér (újrakezdődik 2025 április 1-től) |
| El Al                         | Amszterdam, Athén, Bangkok–Suvarnabhumi, Barcelona, Berlin, Boston, Bukarest–Otopeni, Budapest, Dubai–International, Fort Lauderdale, Frankfurt, Lárnaka, Lisszabon, London–Heathrow, London–Luton, Los Angeles, Madrid,Marseille, Miami, Milánó–Malpensa, Moszkva-Domogyedovó, Newark, New York–JFK, Nizza, Párizs-Charles de Gaulle repülőtér, Phuket, Prága, Róma–Fiumicino, Szófia, Thessaloniki, Tokio–Narita, Bécs, Zürich Szezonális: Velence |
| Ethiopian Airlines            | Addisz Abeba |
| Etihad Airways                | Abu-Dzabi |
| Eurowings                     | Düsseldorf (felfüggesztve 2025. november 30-ig) |
| flydubai                      | Dubai–International |
| FlyOne                        | Chișinău, Jereván |
| Georgian Airways              | Tbiliszi |
| Hainan Airlines               | Sencsen |
| HiSky                         | Bukarest–Otopeni, Chișinău |
| Iberia Express                | Madrid (felfüggesztve 2025. november 30-ig) |
| Israir Airlines               | Athén, Baku, Batumi, Berlin, Bukarest–Otopeni, Budapest, Chișinău, Dubai–International, Eilat, Róma–Fiumicino, Lárnaka, Lisszabon, London-Luton (kezdődik 2024. november 17.), Prága, Tbiliszi, Thessaloniki, Várna Szezonális: Catania, Haniá, Korfu, Heraklion, Ljubljana, Málaga, Nápoly, Páfosz, Rodosz, Salzburg, Tirana, Tivat, Verona, Zanzibar |
| ITA Airways                   | Róma–Fiumicino (felfüggesztve 2025. november 30-ig) |
| KLM                           | Amszterdam (felfüggesztve 2025. december 30-ig) |
| LOT                           | Varsó–Chopin (felfüggesztve 2025. november 19-ig) |
| Lufthansa                     | Frankfurt, München (mindkettő felfüggesztve 2025. november 10-ig)) |
| Norwegian                     | Koppenhága, Stockholm–Arlanda (both felfüggesztve) |
| Qanot Sharq                   | Szamarkand, Taskent |
| Red Wings Airlines            | Moszkva-Domogyedovó, Moszkva-Zsukovszkij, Szocsi |
| Ryanair                       | Athén (újrakezdődik 2025. április 1.), Bari (újrakezdődik 2025. április 1.), Bergamo (újrakezdődik 2025. február 1.), Berlin (újrakezdődik 2025. február 2.), Bologna (újrakezdődik 2025. március 30.), Bukarest–Otopeni (újrakezdődik 2025. április 2.), Budapest (újrakezdődik 2025. február 1.), Charleroi (újrakezdődik 2025. február 2.), Haniá (kezdődik 2025 június 1-től), Karlsruhe/Baden-Baden (újrakezdődik 2025. március 30.), Krakkó (újrakezdődik 2025. február 3.), Málta (felfüggesztve 2025. április 1-ig), Nápoly (újrakezdődik 2025. március 31.), Páfosz (újrakezdődik 2025. február 1.), Poznań (újrakezdődik 2025. március 30.), Róma–Fiumicino (újrakezdődik 2025. február 4.), Szófia (újrakezdődik 2025. március 31.), Thessaloniki (kezdődik 2025. március 30.), Treviso (újrakezdődik 2025. április 5.), Torino (újrakezdődik 2025. március 30.), Bécs (újrakezdődik 2025. február 1.), Vilnius (újrakezdődik 2025. április 2.) |
| Smartwings                    | Prága |
| Sun d'Or                      | Belgrád, Chișinău, Krakkó, Lárnaka, Porto, Tbiliszi, Thessaloniki, Varsó–Chopin Szezonális: Batumi, Kefaloniá, Páfosz, Podgorica, Rodosz, Szítia, Tivat |
| Swiss International Air Lines | Zürich (felfüggesztve 2025. november 25-ig) |
| TAROM                         | Bukarest–Otopeni |
| Transavia                     | Amszterdam, Párizs–Orly (both felfüggesztve 2025. március 31-ig) |
| TUS Airways                   | Athén, Budapest, Lárnaka, Szófia, Bécs Szezonális: Heraklion, Páfosz, Preveza/Lefkada |
| United Airlines               | Newark (felfüggesztve) |
| Uzbekistan Airways            | Szamarkand, Taskent |
| Virgin Atlantic               | London–Heathrow (újrakezdődik 2025. március 30.) |
| Vueling                       | Barcelona (felfüggesztve 2025. február 2-ig)) |
| Wizz Air                      | Abu-Dzabi, Athén, Bukarest–Otopeni, Budapest, Kolozsvár, Debrecen, Iași, Katowice, Krakkó, Lárnaka, London–Gatwick, London–Luton, Milánó–Malpensa, Róma–Fiumicino, Szófia, Várna, Bécs, Vilnius, Varsó–Chopin (minden járat felfüggesztve 2025 január 14-ig) |

### Cargo
2023-ban a Ben-Gurion nemzetközi repülőtérről az alábbi járatok indulnak:
| Légitársaság           | Célállomások                       |
| ---------------------- | ---------------------------------- |
| Astral Aviation        | Nairobi–Jomo Kenyatta              |
| CAL Cargo Air Lines    | Lárnaka, Liège                     |
| DHL Aviation           | Lipcse/Halle                       |
| El Al Cargo            | Liège, New York-JFK, Szöul–Incshon |
| Lufthansa Cargo        | Frankfurt                          |
| Royal Jordanian Cargo  | Amman–Queen Alia                   |
| Silk Way West Airlines | Baku                               |
| Turkish Cargo          | Isztambul                          |
| United Parcel Service  | Köln/Bonn, Lárnaka                 |